# Detva
Detva (în germană Dettva, în maghiară Gyetva) este un oraș din Slovacia cu 15.365 locuitori.
Vezi și: Listă de orașe din Slovacia

## Demografie
| An:                | 1994   | 2004   | 2014   | 2024   |
| ------------------ | ------ | ------ | ------ | ------ |
| Număr de persoane: | 15.276 | 15.043 | 14.965 | 13.523 |
| Diferență:         |        | −1,52% | −0,51% | −9,63% |

| An:                | 2023   | 2024   |
| ------------------ | ------ | ------ |
| Număr de persoane: | 13.629 | 13.523 |
| Diferență:         |        | −0,77% |